# Abramová
Abramová (hongarès: Turócábrahámfalva; alemany: Abrahamsdorf) és un poble d'Eslovàquia. Es troba a la regió de Žilina, al centre-nord del país. Té una superfície de 12,64 km².

## Història
La primera menció escrita de la vila es remunta al 1400. Sempre ha estat una població petita.

## Demografia
| Godina             | 1994 | 2004   | 2014    | 2024   |
| ------------------ | ---- | ------ | ------- | ------ |
| Nombre de persones | 144  | 154    | 191     | 194    |
| Diferència         |      | +6,94% | +24,02% | +1,57% |

| Godina             | 2023 | 2024   |
| ------------------ | ---- | ------ |
| Nombre de persones | 190  | 194    |
| Diferència         |      | +2,10% |